# Philip Abbott
Philip Abbott (Lincoln, 21 maart 1924  – Tarzana, 23 februari 1998) was een Amerikaans acteur en filmregisseur.

## Biografie
Abbott had vele tweede hoofdrollen in verschillende films in de 1950s en 1960s waaronder Miracle of the White Stallions (1963). Hij had meer dan honderd gastoptredens in verschillende televisieseries in de periode 1952–1995, waaronder NBC's Justice (1954) over de Legal Aid Society in New York en The Eleventh Hour, een medisch drama over psychiatrie. Hij speelde een rol in de CBS anthologieserie Appointment with Adventure en The Lloyd Bridges Show, een gastoptreden in Perry Mason, en speelde journalist Edmond Aitken in The Case of the Envious Editor (1961) en Harry Grant in The Case of the Wrongful Writ (1965). Als gastster in ABC serie Stoney Burke en in Dennis Weaver's Kentucky Jones (aflevering: "The Music Kids Make").
Abbott wordt het meest herinnerd als assistent regisseur Arthur Ward in de ABC's The F.B.I..
Philip Abbott was getrouwd met Jane Dufrayne (actrice) en ze hadden samen 3 kinderen (David, Nelson en Denise). Hij stierf in 1998 ten gevolge van kanker in  Tarzana en werd begraven op de San Fernando Mission begraafplaats in Los Angeles.

## Filmografie

### Televisieseries (regisseur)
- The F.B.I. (1970-1974)

### Acteur
- Search for Tomorrow (1951)
- Studio One (1952-1958)
- Schlitz Playhouse of Stars (1952)
- The Philco Television Playhouse (1953-1955)
- Robert Montgomery Presents (1953)
- You Are There (1953)
- Armstrong Circle Theatre (1954-1963)
- Goodyear Television Playhouse (1954-1957)
- The Big Story (1954-1957)
- Justice (1954-1955)
- Producers' Showcase (1954-1955)
- The Man Behind the Badge (1954)
- Danger (1954)
- Kraft Television Theatre (1955-1958)
- The United States Steel Hour (1955-1957)
- Appointment with Adventure (1955)
- Lux Video Theatre (1955)
- The Elgin Hour (1955)
- The Kaiser Aluminum Hour (1956)
- Alfred Hitchcock Presents (1956)
- Star Stage (1956)
- The Millionaire (1957)
- The Invisible Boy (1957)
- The Bachelor Party (1957)
- Gunsmoke (1958-1963)
- Steve Canyon (1958)
- Shirley Temple's Storybook (1958)
- True Story (1958)
- The House on High Street (1959)
- The Further Adventures of Ellery Queen (1959)
- General Electric Theater (1959)
- Black Saddle (1959)
- Playhouse 90 (1959)
- One Step Beyond (1959)
- CBS Repertoire Workshop (1960)
- Omnibus (1960)
- Diagnosis: Unknown (1960)
- Hotel de Paree (1960)
- Dillinger (1960)
- Sunday Showcase (1960)
- Perry Mason (1961-1965)
- The Twilight Zone (1961-1963)
- Cain's Hundred (1961-1962)
- Bus Stop (1961)
- The Defenders (1961)
- The Detectives (1961)
- Naked City (1961)
- Ben Casey (1962-1963)
- Saints and Sinners (1962)
- Combat! (1962)
- Alcoa Premiere (1962)
- Stoney Burke (1962)
- The Lloyd Bridges Show (1962)
- The Spiral Road (1962)
- Checkmate (1962)
- Sweet Bird of Youth (1962)
- Target: The Corruptors (1962)
- Kraft Suspense Theatre (1963-1964)
- The Outer Limits (1963-1964)
- The Great Adventure (1963)
- Bonanza (1963)
- Dr. Kildare (1963)
- General Hospital (1963)
- Miracle of the White Stallions (1963)
- Empire (1963)
- Route 66 (1963)
- G.E. True (1963)
- The Fugitive (1964)
- Rawhide (1964)
- Mr. Broadway (1964)
- Slattery's People (1964)
- Nightmare in Chicago (1964)
- The Eleventh Hour (1964)
- The F.B.I. (1965-1974)
- Disneyland (1965)
- Kentucky Jones (1965)
- Those Calloways (1965)
- Insight (1966)
- Campo 44 (1967)
- Under the Law, The Hitchhike (1973)
- Medical Center (1975)
- The Bionic Woman (1976-1977)
- Rich Man, Poor Man - Book II (1976-1977)
- Delvecchio (1976)
- Ark II (1976)
- Escape from Bogen County (1977)
- The Six Million Dollar Man (1977)
- Kingston: Confidential (1977)
- Tail Gunner Joe (1977)
- Quincy, M.E. (1978-1983)
- Vega$ (1978)
- The Paper Chase (1978)
- Cops and Robin (1978)
- The Incredible Hulk (1979)
- Salvage 1 (1979)
- Little House on the Prairie (1979)
- Hangar 18 (1980)
- Palmerstown, U.S.A. (1981)
- Lou Grant (1981)
- Savannah Smiles (1982)
- Night Court (1984)
- Airwolf (1984)
- Dynasty (1984)
- Santa Barbara (1984)
- The Fantastic World of D.C. Collins (1984)
- Highway to Heaven (1985)
- Remington Steele (1985)
- The Young and the Restless (1986)
- The Colbys (1986)
- St. Elsewhere (1987)
- Falcon Crest (1987)
- Murder, She Wrote (1988-1995)
- The Law and Harry McGraw (1988)
- Thirtysomething (1989)
- Monsters (1990)
- The First Power (1990)
- Columbo (1990)
- The Trials of Rosie O'Neill (1991)
- Prophet of Evil: The Ervil LeBaron Story (1993)
- Spring Awakening (1994)
- Spider-Man (1995-1996)
- Iron Man (1995)
- Pumpkin Man (1998)
- Starry Night (1999)